# Pullosquilla
Pullosquilla is een geslacht van kreeftachtigen uit de klasse van de Malacostraca (hogere kreeftachtigen).

## Soorten
- Pullosquilla litoralis (Michel & Manning, 1971)
- Pullosquilla malayensis (Manning, 1968)
- Pullosquilla pardus (Moosa, 1991)
- Pullosquilla thomassini Manning, 1978